# واهاراکگودا
واهاراکگودا (به لاتین: Waharakgoda) یک منطقهٔ مسکونی در سری‌لانکا است که در استان مرکزی (سری‌لانکا) واقع شده‌است.